# レインジャー9号
レインジャー9号（英語: Ranger 9）はNASAのレインジャー計画で製作され、打ち上げられた月探査機。月面に向けて進み、月面衝突前の十数分間の高解像度写真の撮影が目的であった。ビジコンカメラ6台に加え、広角カメラ2台、狭隅角カメラ4台が積まれており、それぞれのカメラが独立した系統の電源、通信を持つことで信頼性と安定性を増していた。カメラ類以外の観測装置は積まれていなかった。

## 設計
レインジャーの6号機以降はすべてブロック3といわれる設計系統でどれも同じような構造になっていた。推進・電源ユニットの上に幅が1.5m程度の6角形の台座があり、上部には円筒部がついており、全高は3.6m程度であった。下部には展開式の太陽電池パネルとパラボラ高利得アンテナが積まれており、展開すると太陽電池パネルは4.6m程度。上部の円筒部にカメラ装置一式があり、先端に準無指向性低利得アンテナが搭載されている。
推進用ロケットはヒドラジン単元推進薬で推進力は224N、ジェットの方向コントロールは4枚のジェット翼で行われていた。高度、姿勢などの制御は3台のジャイロ、主副合わせて6台の太陽センサ、2台の対地センサなどから制御されており、窒素ガスジェットで姿勢を維持した。電源は太陽電池のほかに銀亜鉛電池からの電気が利用された。
通信は準無指向性低利得アンテナとパラボラ高利得アンテナの2種があり、通信装置はそれぞれ波長の違う3種が積まれていた。なお、通信用にビデオ信号はRF信号に変換されていた。

## 経過

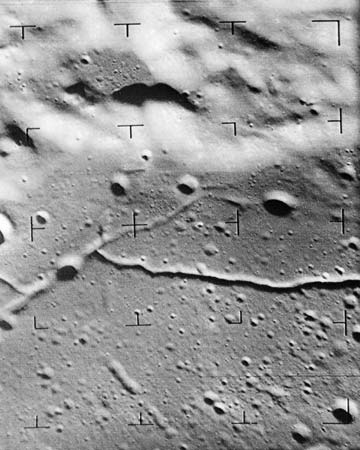
アルフォンススクレーター底面の溝構造が見える。

発射にはアトラス204D、アジェナB6007のアトラス・アジェナが使われ、1965年3月21日、予定通りに185kmの宇宙待機軌道まで打ち上げられた。90秒間のアジェナロケットの2度目の点火で月遷移軌道に乗り、その後アジェナとレインジャー9号は分離、さらにその数分後に太陽電池パネルと高利得アンテナを展開、姿勢制御装置が作動を開始し、通信が無指向性アンテナから高利得アンテナに切り替えられた。初期軌道の精度は中間軌道修正を22日から23日に遅らせることを可能にし操作は12:03 UTに開始された。方向調整の後、12:30 UTに31秒間ロケットが点火され、再度方向調整を行い、これらの操作は13:30 UTに終了した。
レインジャー9号は1965年3月24日に月に到着し、13:31 UTから写真の解像度を向上させるためカメラをより飛行方向に則した方向に向けるターミナル操作が完了した。衝突20分前に1分間のカメラシステムの撮影準備が始まり、最初の写真は13:49:41に月面から2363kmの高度で撮影された。衝突までの19分間に5814枚の高画質写真が送信され、最後の画像は解像度が0.3mに達した。月の赤道から-5.6度の入射漸近方向で衝突し、軌道面は月の赤道から15.6度傾いていた。発射から64.5時間後の14:08:19.994 UTに南緯12.83°、東経357.63°の月面、アルフォンススクレーターに衝突した。衝突速度は毎秒2.67kmであった。この飛行ではFチャンネル画像のライブネット報道によるリアルタイムなテレビ報道が行われた。

## 註
1. 1 2 3 4 5 6  National Space Science Data Center, Ranger 9, NSSDC ID: 1965-023A

## 参照
- “National Space Science Data Center - Ranger 9”.   National Air and Space Administration. 2012年5月24日閲覧。